# Karl-Heinz Worthmann
Karl-Heinz Worthmann (18. listopad, 1911 – 7. červenec, 1943) byl důstojník Waffen-SS v hodnosti SS-Untersturmführer (poručík) za druhé světové války. Byl vyznamenán rytířským křížem Železného kříže.
Karl-Heinz Worthmann se narodil 18. listopadu 1911 ve vestfálském městě Hagen na území tehdejšího Německého císařství. Ještě před válkou, v roce 1938, vstoupil do Waffen-SS, kde rychle stoupal po služebním žebříčku. Již na počátku války sloužil jako velitel družstva. Během léta roku 1940 se účastnil bitvy o Francii a získává zde za své válečné zásluhy oba dva stupně železného kříže.

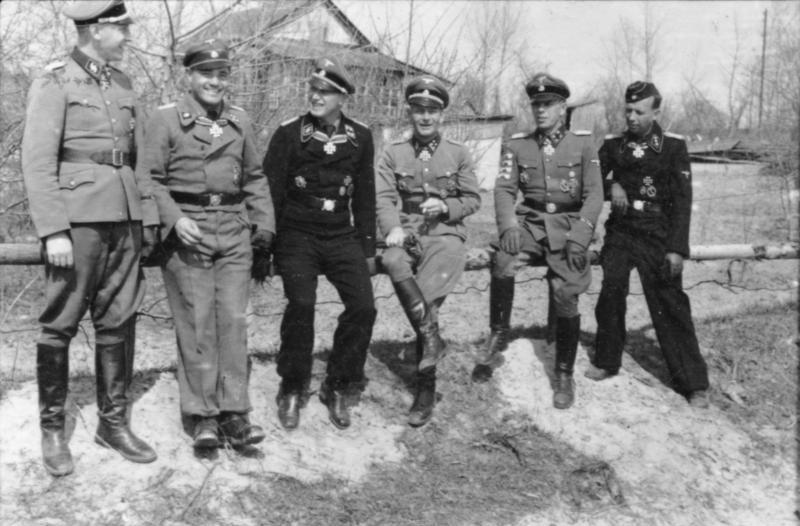
Důstojníci Waffen-SS v dubnu 1943, zleva: Sylvester Stadler, Hans Weiss, Christian Tychsen, Otto Kumm, Vincenz Kaiser a Karl-Heinz Worthmann

Během německé invaze do Sovětského svazu, známé jako operace Barbarossa, bal těžce raněn a po svém zotavení podstoupil výcvik osádek tankových jednotek. Po dokončení výcviku byl již v hodnosti SS-Hauptscharführer (starší četař) jmenován velitelem čety u 6. tankové roty ze 2. tankového pluku SS (SS-Panzer Regiment 2).
S touto četou se účastnil útoku na ukrajinské město Charkov a poté byl odvelen nedaleko vesnice Vosyščevo, kde byly pod jeho velení svěřeny čtyři tanky určené k podpoře útoku pěchoty. Worthmannovi se podařilo na dálku 210 metrů zničit 27 protitankových zbraní a 2 protipěchotní zbraně bez jakékoliv ztráty ve své četě. Za tuto akci byl také Worthmann vyznamenán 31. března roku 1943 rytířským křížem.
Nedlouho poté byl Worthmann povýšen do hodnosti SS-Untersturmführer (poručík) a bylo mu svěřeno velení 6. roty. S jednotkou se ještě naposledy účastnil bitvy u Kursku, kde byl jeho tank Panzer IV zasažen protitankovým dělem a následně zničen a Worthmann zahynul. Na jeho místě ho nahradil pozdější držitel rytířského kříže železného kříže, SS-Hauptsturmführer Dieter Kesten.

## Shrnutí vojenské kariéry

### Povýšení
- SS-Unterscharführer
- SS-Oberscharführer
- SS-Hauptscharführer
- SS-Untersturmführer - 1943

### Vyznamenání
- Rytířský kříž Železného kříže – 31. březen, 1943
- Železný kříž I. třídy – 18. srpen, 1940
- Železný kříž II. třídy – 1940
- Odznak za zranění ve stříbře
- Sudetská pamětní medaile
- Útočný odznak pěchoty ve stříbře